# Amphioplus heptagonus
Amphioplus heptagonus är en ormstjärneart som beskrevs av Cherbonnier och Guille 1978. Amphioplus heptagonus ingår i släktet Amphioplus och familjen trådormstjärnor.
Artens utbredningsområde är Madagaskar. Inga underarter finns listade i Catalogue of Life.